# Comptonella fruticosa
Comptonella fruticosa är en vinruteväxtart som beskrevs av Thomas Gordon Hartley. Comptonella fruticosa ingår i släktet Comptonella och familjen vinruteväxter. Inga underarter finns listade i Catalogue of Life.